# 7373 Stashis
A 7373 Stashis (ideiglenes jelöléssel 1979 QX9) a Naprendszer kisbolygóövében található aszteroida. Nyikolaj Sztyepanovics Csernih fedezte fel 1979. augusztus 27-én.